# Граф Вустер

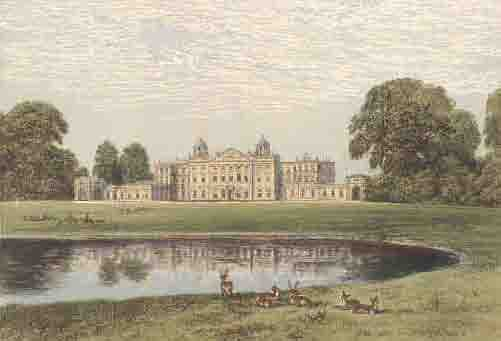
Бадминтон-Хаус — резиденция графов и маркизов Вустер. Картина XIX века

Граф Вустер (англ. Earl of Worcester) — один из старейших графских титулов в системе пэрства Англии, впервые учреждённый в 1138 году. C 1514 года титул принадлежит потомкам Генри Бофорта, герцога Сомерсета, одного из лидеров партии Ланкастеров в период войны Алой и Белой розы. В 1642 году был учреждён титул маркиз Вустер. В настоящее время титулы графа и маркиза Вустера принадлежат герцогам Бофорт и обычно используются старшим сыном действующего герцога Бофорт.
Резиденцией современных графов и маркизов Вустер и герцогов Бофорт является дворец Бадминтон-Хаус в Глостершире.

## История титула

Герб графов де Мёлан

Герб дома Перси

Герб дома де Бошан

Герб дома Типтофт

Герб дома Сомерсет

Впервые титул графа Вустера был учреждён английским королём Стефаном в 1138 году для Галерана де Бомона, графа Мёлана, одного из крупнейших нормандских землевладельцев, чья поддержка была необходима королю для организации отпора императрице Матильде и её сторонникам в Нормандии. Титул вместе с земельными владениями в Вустершире и городом Вустер был пожалован Галерану после его победы над отрядами Матильды и пленения Рожера де Тосни, одного из лидеров партии императрицы. После вступления в 1154 году на английский престол Генриха II, сына Матильды, Галеран де Бомон впал в немилость и был лишён титула графа Вустера и владений в Англии.
Вторая креация титула состоялась в 1397 году графом Вустером стал Томас Перси, младший брат Генри Перси, 1-го графа Нортумберленда, выдающийся английский полководец и дипломат времён Столетней войны. Однако этот титул он носил лишь шесть лет, пока не был казнён в 1403 году за участие в мятеже Генри «Хотспура» Перси против короля Генриха IV. В 1456 году титул графа Вустера был пожалован Джону Типтофту, лорду-адмиралу и лорду-казначею Англии в период правления Эдуарда IV. Но со смертью бездетного сына Джона Типтофта титул вновь перестал существовать.
Существующий в настоящее время титул графа Вустера является его пятой креацией, состоявшейся в 1514 году. Король Генрих VIII даровал его Чарльзу Сомерсету, незаконному сыну Генри Бофорта, герцога Сомерсета, одного из лидеров партии Ланкастеров в период войны Алой и Белой розы и последнего представителя дома Бофортов — побочной линии английской королевской династии Плантагенетов. Прямые потомки Чарльза Сомерсета продолжают носить титул графа Вустера до настоящего времени. В 1642 году был учреждён также титул маркиза Вустера, который получил Генри Сомерсет, 5-й граф Вустер, за его активную поддержку короля Карла I против парламента в период Английской революции XVII века. Наконец, в 1682 году Карл II для Генри Сомерсета, 3-го маркиза Вустера, ввёл титул герцога Бофорт в знак признательности за его услуги во время Реставрации и в качестве почтения к благородному происхождению Сомерсета от Эдуарда III и Джона де Бофорта.
Действующий носитель титула — Генри Сомерсет (р. 1952), 12-й герцог Бофорт, 14-й маркиз Вустер и 18-й граф Вустер. Его старший сын и наследник Роберт Генри Фицрой Сомерсет (р. 1989) использует титулы маркиза и графа Вустер в качестве почётных. Резиденцией семьи Сомерсетов является Бадминтон-Хаус в Глостершире.

## Список графов и маркизов Вустер

### Граф Вустер, первая креация (1138)
- Галеран IV де Бомон, граф де Мёлан, граф Вустер (1104—1166)

### Граф Вустер, вторая креация (1397)
- Томас Перси, граф Вустер (1343—1403)

### Граф Вустер, третья креация (1420)
- Ричард де Бошан, граф Вустер (ок. 1397—1422)

### Граф Вустер, четвёртая креация (1456/1457)
- Джон Типтофт, 1-й граф Вустер (ок. 1427—1470);
- Эдуард Типтофт, 2-й граф Вустер (ок. 1469—1485), сын предыдущего.

### Граф Вустер, пятая креация (1514)
- Чарльз Сомерсет, 1-й граф Вустер (ок. 1450—1526), незаконнорожденный сын Генри Бофорта, 3-го герцога Сомерсета;
- Генри Сомерсет, 2-й граф Вустер (ок. 1495—1548), сын предыдущего;
- Уильям Сомерсет, 3-й граф Вустер (1526—1589), сын предыдущего;
- Эдвард Сомерсет, 4-й граф Вустер (1553—1628), сын предыдущего;
- Генри Сомерсет, 5-й граф Вустер (1577—1646), с 1642 года — маркиз Вустер, сын предыдущего.

### Маркиз Вустер (1642)
- Генри Сомерсет, 1-й маркиз Вустер (1577—1646);
- Эдуард Сомерсет, 2-й маркиз Вустер (1601—1667), сын предыдущего;
- Генри Сомерсет, 3-й маркиз Вустер (1629—1700), с 1682 года — герцог Бофорт, сын предыдущего.

В дальнейшем титулы графа и маркиза Вустер носили герцоги Бофорт.

О последующих графах и маркизах Вустер см.: Герцог Бофорт.